# Irene Rodrian
Irene Rodrian (* 12. November 1937 in Berlin; † 6. Juli 2025 in München) war eine deutsche Schriftstellerin  und Drehbuchautorin.

## Leben
Auf Wunsch ihres Vaters sollte Rodrian Grafikerin lernen. Weil sie von der Kunstakademie München abgelehnt wurde, arbeitete sie über zwei Jahre in der Werbebranche. Danach machte sie sich als Grafikerin und Werbeberaterin selbstständig. Zu dieser Zeit begann sie zu schreiben, konnte aber von der Veröffentlichung ihrer Kurzgeschichten nicht leben und hielt sich mit Jobs als Schaufensterdekorateurin und Verkäuferin über Wasser.
1967 reichte sie für ihre Bewerbung um den Edgar-Wallace-Preis des Goldmann Verlags anonym zwei Manuskripte ein - Tod in St. Pauli und Bis morgen, Mörder - und gewann mit Tod in St. Pauli den ersten Preis. Das abgelehnte Manuskript schickte sie an Heinrich Maria Ledig-Rowohlt, bei dessen Rowohlt Verlag sich mit Hansjörg Martin, Friedhelm Werremeier und Michael Molsner gerade eine deutsche Krimiszene zu etablieren begann. Der Verlag nahm es an. Irene Rodrian war hiermit die erste deutsche Krimiautorin.
Bis 1992 veröffentlichte sie bei Rowohlt – und später bei Heyne – ca. 20 Kriminalromane. Daneben schrieb sie eine Reihe von Drehbüchern zu Fernsehfilmen und -serien wie Ein Fall für zwei, Hamburg Transit, Onkel Bräsig oder Tatort sowie zahlreiche Kinder- und Jugendbücher.
Nach einer zehnjährigen Pause meldete sie sich 2002 mit dem Kriminalroman Meines Bruders Mörderin zurück. Er war der Start einer Reihe um Llimona 5, einer Detektei mit fünf starken Frauen, die ihren Sitz in der katalanischen Hauptstadt Barcelona hat.
Irene Rodrian wurde 2007 von der Autorengruppe Das Syndikat für ihre Verdienste um die deutsche Kriminalliteratur mit dem „Ehrenglauser“ des Friedrich-Glauser-Preises ausgezeichnet.
Sie verstarb im Alter von 87 Jahren.

## Bücher

### Kriminalromane
- 1967: Tod in St. Pauli
- 1969: Bis morgen, Mörder
- 1970: Wer barfuß über Scherben geht
- 1971: Finderlohn
- 1974: Küßchen für den Totengräber
- 1975: Die netten Mörder von Schwabing
- 1975: Ein bißchen Föhn, und du bist tot
- 1976: Der Tod hat hitzefrei
- 1977: Du lebst auf Zeit am Zuckerhut
- 1977: Tote Katze (Stories)
- 1978: …trägt Anstaltskleidung und ist bewaffnet
- 1980: Schlaf, Bübchen, schlaf
- 1981: Hausfrieden
- 1982: Vielliebchen
- 1983: Schlagschatten
- 1984: Die Frau mit dem Jaguar
- 1985: Handgreiflich
- 1986: Das Mädchen mit dem Engelsgesicht
- 1988: Über die Klippen
- 1988: Bei geschlossenen Vorhängen
- 1989: Friss, Vogel, oder stirb!
- 1992: Strandgrab
- 2002: Meines Bruders Mörderin
- 2003: Im Bann des Tigers
- 2005: Letztes Kapitel
- 2006: Eisiges Schweigen
- 2006: Stimmen unter dem Dach
- 2007: Ein letztes Lächeln

### Kinder- und Jugendbücher
- 1965: Prima prima Detektive
- 1966: Diebe mögen keine Sonne
- 1967: Gute Freunde, tolle Abenteuer
- 1968: Das Geheimnis der Inselfestung
- 1968: Eine kunterbunte Reise oder Die seltsamen Abenteuer von Dorothea Pfeffermarmelade
- 1969: Die Welt in meiner Hand
- 1971: Das Abenteuer mit der rosaroten Sieben
- 1971: Ein Zeuge zuviel
- 1972: Der Mann im Schatten
- 1974: Das Abenteuer mit der rosaroten 7
- 1975: Viel Glück, mein Kind
- 1976: Blöd, wenn der Typ draufgeht
- 1980: Die unglaublichen Abenteuer mit dem kleinsten Seeräuber auf allen Meeren und seinem größten Feind, dem dicken Kapitän
- 1981: Mein Vater ist ein Supermann
- 1981: Pfeffermarmelade
- 1982: Phantastische Abenteuer mit dem kleinsten Seeräuber auf allen Meeren und seinem größten Feind, dem dicken Kapitän
- 1985: Fabelhafte Abenteuer mit dem kleinsten Seeräuber auf allen Meeren und seinem größten Feind, dem dicken Kapitän
- 1987: Küß mich, Knacki
- 1994: Ich will ein Löwe sein
- 1998: Tödlich cool

## Filmographie (Auswahl)
Literarische Vorlage
- 1976: Einöd
- 2005: Letztes Kapitel

Drehbuch
- 1972–1973: Die Melchiors
- 1977: Unendlich tief unten (mit Pete Ariel)
- 1978: Ein typischer Fall
- 1979: Kläger und Beklagte
- 1979: Tatort: Mitternacht, oder kurz danach
- 1979: Freundinnen (mit Elke Heidenreich)
- 1979: Achtung Kunstdiebe (Fernsehserie, 3 Folgen)
- 1981: Tatort: Das Lederherz
- 1982: Der Trotzkopf
- 1982: Ein Fall für zwei (Fernsehserie, Folgen:  Überstunden,  Alte Pistolen)
- 1994: Ihre Exzellenz, die Botschafterin (Fernsehserie, 1 Folge)
- 1996: Pepolino und der Schatz der Meerjungfrau – nach ihrem Roman
- 1997: Sophie – Schlauer als die Polizei